# Deinococcus-Thermus
Deinococcus-Thermus — невелика група бактерій, що складаються з коків надзвичайно стійких до екологічних ризиків. Цей тип поділяється дві головні підгрупи. Deinococcales включають єдиний рід, Deinococcus, з декількома видами, надзвичайно стійкими до радіації; вони стали відомими завдяки здатності живитись відходами ядерної промисловості та іншими отруйними матеріалами, виживати у вакуумі космічного простору та за екстремальних значень температури навколишнього середовища. Thermales включають декілька терморезистентних родів. Thermus aquaticus був важливий для розвитку ланцюгової полімеразної реакції (PCR), де повторні цикли нагрівання ДНК майже до кипіння роблять вигідним використання термостійкого ферменту ДНК полімерази. Бактерії цієї групи мають товсті клітинні стінки, які надають їм позитивне фарбування за Грамом, але вони мають зовнішню мембрану і тому ближче за структурою до грам-негативних бактерій.

## Систематика
Ряди бактерій Deinococci:
- Deinococcales
  -  Deinococcus
- Thermales
  -  Thermus 
  -  Meiothermus 
  -  Marinithermus 
  -  Oceanithermus 
  -  Vulcanithermus